# Zanjupproret
Zanjupproret var ett slavuppror som ägde rum under Abbasidkalifatet i nuvarande södra Irak mellan 869 och 883, då slavar gjorde uppror mot kalifatet under ledning av de afrikanska bantuslavar (i Mellanöstern kallade zanj), som slavarbetade i regionens saltmarker. Upproret kom att omfatta både slavar och före detta slavar, både med afrikanskt och av annat ursprung, från många delar av kalifatet.

## Bakgrund
Det började med att en perser, Ali ibn Muhammad, som utgav sig för att vara en ättling till Ali och Fatima, uppträdde bland slavarna och uppmanade dem till strid mot sina exploatörer. Vad han förkunnade var dock inget socialt reformprogram utan han lovade bara slavarna att deras ställning skulle förbättras, och att frihet och rikedom skulle kunna tillfalla även slavar. Han åberopade sig inte heller på sin familjs anspråk utan bekände sig tvärtom till kharijiternas lära, som förnekade alla företrädesrättigheter grundade på ras och härstamning.

## Erövringar
Den 10 september 869 inledde Ali ibn Muhammad striderna, och kort därpå behärskade han Basras omgivningar. De härar man skickade mot honom från Bagdad slog han gång på gång, med så mycket större lätthet då de svarta legoknektarna vanligen övergick till honom. Inte heller Basras invånare, som den 23 oktober 869 själva ryckte ut mot honom, kunde hålla stånd mot hans skaror. I centrum av hans område, som var lätt att försvara genom tallösa kanaler och träsk, uppstod snart en ny stad – al-Mukhtarah, "den utvalda". Denna stad bestod endast av enkla hyddor av soltorkat tegel, men den berikades snart med ett jättelikt byte.  Rebellen behärskade inom kort Tigris ända ned till dess mynning.
Samtidigt hade en förändring inträtt i kalifatets huvudstad. Den nye kalifen al-Mu'tamid gjorde sin bror al-Muwaffaq till riksföreståndare. Så snart denne tryggat sin ställning i Samarra skickade han sommaren 871 en här mot afrikanerna. Trots en del framgångar i början förmådde den dock inte göra dem något större avbräck. Till och med beduinstammarna i trakten anslöt sig till upprorsmännen. Den 7 september 871 lyckades de överrumpla Basra mitt under fredagsbönen. Den rika staden plundrades och antändes, och invånarna mördades. Enligt en lägsta samtida beräkning förlorade i samband med detta 300.000 människor livet. al-Muwaffaq själv drog i april 872 i fält mot rebellerna men blev slagen.

## Kalifatet slår tillbaka
al-Muwaffaq tvingades rikta bort sin uppmärksamhet från slavupproret och fokusera på att stoppa saffariden Ya'qub ibn al-Layth al-Saffars framfart. Under tiden erövrade rebellerna inte bara den viktiga staden Wasit i utan fattade även fast fot i Khuzestan. Först när al-Muwaffaq inte längre var upptagen på den östra fronten upptog han striden med upprorsmännen. För att bli i stånd till ett angrepp mot deras stad, som från alla sidor omgavs av kanaler, tvingades han bygga särskilda skepp.
Striden inleddes av al-Muwaffaqs son Abu'l-Abbas (senare kalif under namnet al-Mu'tadid). Han nöjde sig till en början med smärre framgångar och arbetade i tysthet på att förmå officerarna och i synnerhet de meniga inom den fientliga hären att överge sina fanor. Först ett år senare infann sig al-Muwaffaq själv på krigsskådeplatsen men vände sig, efter att ha intagit den av rebellerna uppförda staden Manija, först till Khuzestan för att rensa detta land från deras skaror. Under våren 881 kringrändes sedan själva deras huvudstad al-Mukhtarah, och en särskild lägerstad byggdes mitt emot denna på andra sidan Tigris. Regeringstrupperna lyckades vid flera tillfällen tränga in i den fientliga staden. Men först i juli 883 vågade al-Muwaffaq det avgörande angreppet, sedan hans här förstärkts med en hjälpkår under Lulu, en före detta underprefekt under ståthållaren av Egypten.

## Konsekvenser
Upproret har beskrivits som en av de värsta upproren under Abbasidkalifatet och även som en av de blodigaste i Mellanösterns dokumenterade historia, och krävde tiotusentals liv innan det slutligen nedslogs efter fjorton års tid. 